# Katastrofa lotu Aeroperú 603
Katastrofa lotu Aeropéru 603 wydarzyła się 2 października 1996 roku. W wyniku błędnych odczytów podawanych przez prędkościomierz i wysokościomierz samolotu Boeing 757-23A linii Aeroperú, lecącego z Limy do Santiago, śmierć poniosło 70 osób (wszyscy na pokładzie).

## Samolot
Maszyną obsługującą lot 603 był Boeing 757-23A (nr rej.N52AW) o numerze seryjnym 25489/505. Samolot został wyprodukowany 16 listopada 1992 i wylatał 10654 godzin i wykonał 2673 cykli startu i lądowania.

## Przebieg lotu

### Start
Maszyna wylądowała w Limie, po długim locie z lotniska Miami International Airport. W Limie samolot miał postój. Na pokładzie znajdowało się 61 pasażerów i 9 członków załogi. Na czele załogi znajdował się kapitan Eric Schreiber, a drugim pilotem był David Fernández. Maszyna wystartowała i wzniosła się na 9700 m.

### Awaria i katastrofa

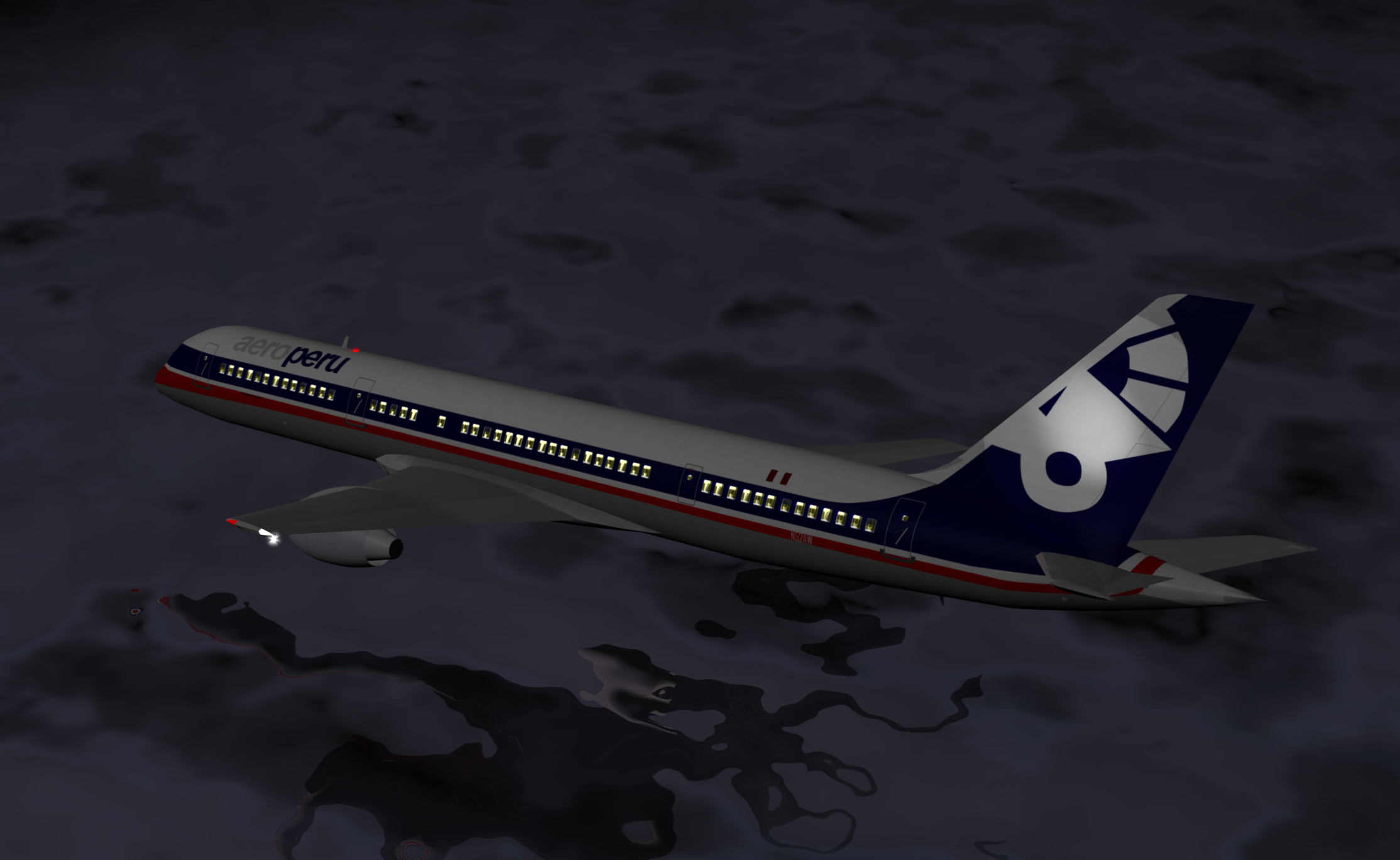
Fragment rekonstrukcji lotu, przedstawiający samolot na chwilę przed katastrofą

W pięć minut po oderwaniu kół od pasa startowego prędkościomierze i wysokościomierze obu pilotów zaczęły pokazywać wartość 0. Piloci po chwili zgłosili sytuację awaryjną i chcieli lądować, ale ponieważ znajdowali się nad ciemnym oceanem, w nocy, wobec braku podstawowych instrumentów, stracili orientację. Fakt znajdowania się samolotu nad powierzchnią oceanu, a nie nad lądem, wykluczył możliwość skorzystania z radiowysokościomierza. Maszyna leciała praktycznie na oślep.
Chwilę później kabinę pilotów zaczęły zalewać kolejne alarmy i komunikaty, całkowicie pozbawione sensu, biorąc pod uwagę warunki, w jakich samolot się znajdował: przekroczenie dopuszczalnej prędkości (mimo że prędkościomierz wskazywał 0 węzłów), ostrzeżenie przed wleceniem we front burzowy (mimo że pogoda w okolicy była poprawna), ostrzeżenie o wejściu samolotu w przeciągnięcie (co oznaczało, że samolot leci zbyt wolno) oraz ostrzeżenie przed zbyt niską wysokością i zbliżaniem się do powierzchni ziemi -- ang. Too low! Terrain!.
Piloci poprosili o pomoc kontrolę naziemną i o podanie im ich aktualnej wysokości, na co otrzymali odpowiedź, że znajdują się na wysokości 7000 stóp (ok. 2140 m) (FL70), co okazało się być błędną wartością – radar kontroli lotów odczytywał wysokość wysłaną przez transponder samolotu, identyczną ze wskazaniami przyrządów w kokpicie. Kontroler lotów postanowił wysłać na pomoc załodze drugi samolot – oczekującego na załadunek Boeinga 707 – jednak w chwilę później maszyna obsługująca lot 603 zawadziła skrzydłem o wodę. Pomimo wysiłków pilotów, uderzyła w powierzchnię oceanu i zatonęła. Do katastrofy doszło u wybrzeży Pasamayo. Zginęło 61 pasażerów i 9 członków załogi – wszyscy utonęli.

## Narodowości ofiar katastrofy
| Kraj              | Pasażerowie | Załoga | Razem |
| ----------------- | ----------- | ------ | ----- |
| Chile             | 30          | -      | 30    |
| Peru              | 11          | 9      | 20    |
| Meksyk            | 6           | -      | 6     |
| Stany Zjednoczone | 4           | -      | 4     |
| Ekwador           | 2           | -      | 2     |
| Wielka Brytania   | 2           | -      | 2     |
| Włochy            | 2           | -      | 2     |
| Australia         | 1           | -      | 1     |
| Hiszpania         | 1           | -      | 1     |
| Kolumbia          | 1           | -      | 1     |
| Wenezuela         | 1           | -      | 1     |
| Razem:            | 61          | 9      | 70    |

## Przyczyny
Przed startem samolot był poddawany czyszczeniu przez obsługę naziemną. Jeden z pracowników nakleił taśmę ochronną na elementy służące do pomiaru prędkości i wysokości samolotu (tzw. porty statyczne – samolot posiada dwa elementy pomiarowe, rurki Pitota znajdujące się na dziobie maszyny w opływającym przód samolotu strumieniu powietrza o dużej prędkości i porty statyczne umiejscowione mniej więcej w połowie długości kadłuba na jego spodniej stronie, poza takim strumieniem). Po zakończeniu mycia taśma nie została odklejona – nie zostało to dostrzeżone przez innych pracowników. Przez to w czasie lotu komputer pokładowy podawał mylące informacje i maszyna się rozbiła. Jeden z pracowników obsługi trafił do więzienia.